# Chaleshtar
Chaleshtar o Chāl Shotor (farsi چالشتر) è una città dello shahrestān di Shahr-e Kord, circoscrizione Centrale, nella provincia di Chahar Mahal e Bakhtiari. Aveva, nel 2006, una popolazione di 6.720 abitanti.